# Ahmed Issa
Ahmed Issa (* 17. Juli 1943 in der Präfektur Ouham; † 1983) war ein tschadischer Leichtathlet.

## Sportlicher Werdegang
Issa nahm bei den Olympischen Spielen 1964 in Tokio am 800-Meter-Lauf teil, wo er im Halbfinale ausschied und somit den 19. Platz belegte. Vier Jahre später bei den Olympischen Sommerspielen 1968 in Mexiko-Stadt ging er neben den 800 m auch über 1500 m an den Start. Er scheiterte über 800 m bereits im Vorlauf und über 1500 m schied Issa im Halbfinale aus.